# Stanze dal Libro di Dzyan
Le Stanze dal Libro di Dzyan (o Le stanze di Dzyan in alcune riedizioni dei poemi) costituiscono l'argomento principale del primo e secondo volume de La dottrina segreta (The secret doctrine), opera di teosofia in due volumi pubblicata nel 1888 da Helena Petrovna Blavatsky.

## Le Stanze di Helena Blavatsky
La parte I del primo volume, intitolata Cosmogenesi, contiene sette stanze in versi ermetici e simbolici composte dalla Blavatsky, per ognuna delle quali l'autrice dedica, successivamente, un capitolo di commento in cui spiega i suoi stessi versi. Il secondo volume intitolato Antropogenesi ne contiene altre dodici, sempre seguite da un commento e da una interpretazione. 
Come esempio del linguaggio ermetico utilizzato dalla Blavatsky, viene riportata di seguito la prima stanza del primo volume:
(La dottrina segreta, opera citata, pag. 85)

## Il manoscritto del Libro di Dzyan
Le Stanze sarebbero state composte dalla Blavatsky interpretando il linguaggio iconografico di un presunto manoscritto tibetano molto antico, il Libro di Dzyan (anche Dzan o Dzyn), che sarebbe servito come base sapienziale per La dottrina segreta. 
La Blavatsky descrive il manoscritto, di cui avrebbe avuto visione diretta, come un testo antico di migliaia di anni redatto in lingua Senzar e conservato in un luogo segreto del Tibet.
Scritto «su foglie di palma, ma rese inalterabili al fuoco, all'acqua e all'aria mediante qualche processo specifico ignoto», il libro tratterebbe della cosmogenesi e dell'evoluzione dell'uomo fino alla distruzione di Atlantide. 
Altri versi attribuiti al Libro di Dzyan sono stati pubblicati da Alice Bailey in A Treatise on Cosmic Fire nel 1925.
Del Libro di Dzyan non è stata fornita alcuna fonte originale né esiste alcuna citazione anteriore alla pubblicazione della Blavatsky o esterna alla saggistica esoterica afferente o meno a movimenti teosofici. 
Al di là delle interpretazioni fornite della Blavatsky, la completa mancanza di riscontri di questo manoscritto originale così come della misteriosa lingua pre-sanscrita in cui sarebbe stato redatto, rende dubbia la sua reale esistenza. Nel 1993, la teosofista Sylvia Cranston (pseudonimo di Anita Atkins) avanzò l'ipotesi che i versi delle stanze fossero interamente una creazione originale della Blavatsky negando, conseguentemente, l'esistenza del manoscritto.
David Reigle, un orientalista affiliato alla Società Teosofica, reputa, invece, il manoscritto connesso ad un testo del Buddhismo Vajrayāna, il Kalachakra Tantra. L'esoterista inglese Nicholas Goodrick-Clarke ha suggerito, nel 2006, che la fonte di ispirazione delle stanze andrebbe ricercata nel Taoismo cinese e nella Cabala ebraica.

## Il Libro di Dzyan nella narrativa e nel fumetto
Il Libro di Dzyan ha avuto una certa fortuna narrativa. È citato nei racconti horror-fantasy Il diario di Alonzo Typer e L'abitatore del buio - scritti entrambi da Howard Phillips Lovecraft nel 1935 - come uno dei testi alla base dei miti di Cthulhu al pari del famoso Necronomicon; come tale viene ripreso dallo scrittore August Derleth e, successivamente, da tutte le edizioni del gioco di ruolo Il richiamo di Cthulhu della Chaosium.
Nel libro Flyng saucers - Serious business (1966) dell'ufologo statunitense Frank Ewards, viene citato il Libro di Dzyan che conterrebbe, secondo l'autore, la narrazione mitizzata dell'arrivo sulla Terra, in un remoto passato, di un gruppo di alieni. Gli extraterrestri vennero accolti come divinità dagli abitanti di una città del luogo, ma divergenze successive avrebbero condotto una parte del gruppo a trasferirsi in un altro insediamento. Sorse un conflitto e il gruppo originario annientò la città avversaria facendo uso di armi simili a quelle nucleari, ma in seguito, colto da rimorso per la devastazione compiuta, abbandonò il pianeta per non fare mai più ritorno.
In Alone in the Dark del 2001, un fumetto tratto dalla famosa serie di videogiochi omonima ispirata ai miti di Cthulhu, il Libro di Dzyan viene considerato il lascito di un'antica razza di alieni vissuta milioni di anni prima nell'Antartide similmente alla Grande razza di Yith descritta da Lovecraft.
Il libro fa parte anche della bibliografia utilizzata dall'autore di fumetti italiano Luca Enoch per Gea.
Sul Libro di Dzyan è incentrato l'albo a fumetti L'uomo che inseguiva le ombre (Storie da Altrove n. 11 - ottobre 2008).
La piovra spaziale Klatu, che appare nel ciclo a fumetti Serial Toys Cosmic Snake di Maurizio Ercole serializzata nella rivista Inner Space, rappresenta una delle creature demoniache degli Asura descritte nel Libro di Dzyan.